# Glansvide
Glansvide (Salix myrsinites) är en videväxtart som beskrevs av Carl von Linné. Enligt Catalogue of Life ingår Glansvide i släktet viden och familjen videväxter. Arten är reproducerande i Sverige. Inga underarter finns listade i Catalogue of Life.
Glansvidet är en låg buske med glatta årsskott. Årsskotten är kala. Bladen är glänsande på båda sidor med skapt sågade kanter. Vanligen sitter de vissna bladen kvar på busken till nästkomande sommar.

## Bildgalleri

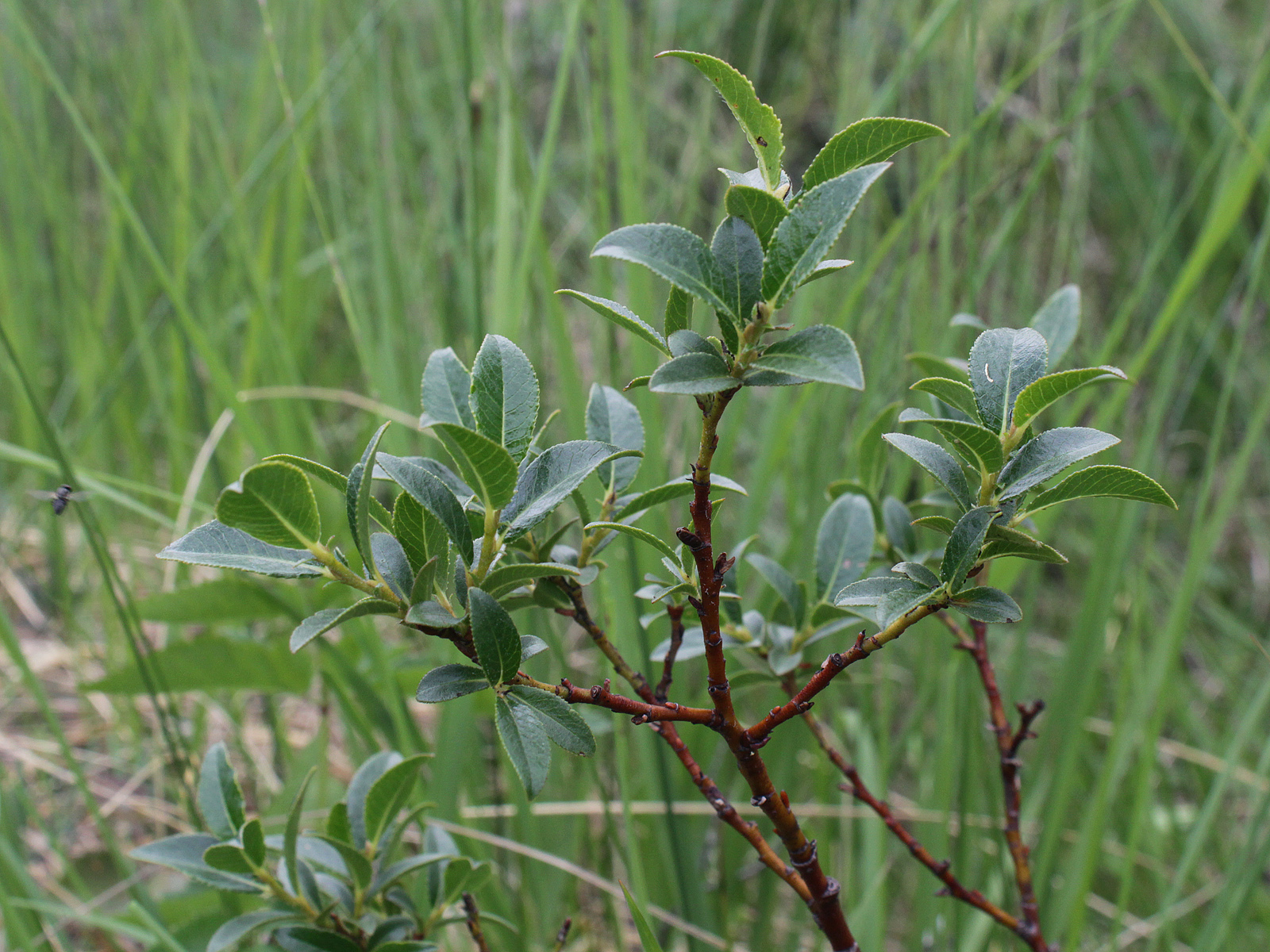